# 31 Euphrosyne
31 Euphrosyne (in italiano 31 Eufrosine) è uno dei dieci più grandi asteroidi della Fascia principale.
Euphrosyne fu scoperto da James Ferguson il 1º settembre 1854 e fu il primo asteroide individuato dal Nord America per mezzo del telescopio rifrattore da 9,6 pollici dello U.S. Naval Observatory di Washington. È stato battezzato così in onore di Eufrosine, nella mitologia greca una delle tre Grazie, o Càriti (Eufrosine deriva dal greco gioia e letizia o serena letizia).

## Caratteristiche fisiche
Euphrosyne è un asteroide praticamente sferico del diametro di 268 ± 6 km, appartenente al tipo Cb. La sua densità è di 1,665 ± 0,242, questo valore implica che è composto per un'alta percentuale di ghiaccio.

## Satellite
Nel maggio del 2019 è stata annunciata la scoperta di un satellite di 31 Euphrosyne . Il satellite ha un di 4 ± 1 km di diametro e segue un'orbita quasi circolare. Il satellite, ancora senza nome, ha un periodo di 1,209 giorni, un semiasse di 672 km, un'eccentricità di 0,043 ed un'inclinazione di 1,4° .